# 興富發惠國段90地號
臺中市西屯區惠國段90地號商業及辦公大樓設計項目是位於臺灣臺中市西屯區七期重劃區計劃建造的超高層商辦大樓，由國際建築事務所Aedas設計；興富發建設打造，樓高323.5公尺，地上63層、地下8層，基地總面積達8,573.46平方公尺。已於2024年4月開工，預計於2028年竣工。完工後將成為臺中市最高的建築，更是全台第四高的摩天大樓。

## 建築設計
建築由國際建築事務所Aedas全球設計董事溫子先及執行董事劉燕攜手王銘鴻建築師事務所進行設計。外觀以高山飛瀑的意象為主要理念，並以銀灰色的玻璃幕牆搭配簡潔俐落的豎向裝飾條，營造出「飛流直下三千尺，疑是銀河落九天」的意境，更如同晴空中的瀑布，自天際墜落，在陽光下將熠熠生輝。而低樓層層層疊得的室外陽台好比飛流中的磐石，將飛練一分為二從中破開，給使用者提供了開闊的視野，創造出典雅靚麗的地標形象。

## 工程進度
- 2024年5月9日，舉行開工典禮。
- 2024年5月23日，搖管機進場，開始進行地下結構作業。